# Uljanowsk
Uljanowsk (russisch Улья́новск; von 1648 bis 1780 Sinbirsk, russisch Синби́рск, von 1780 bis 1924 Simbirsk, russisch Симби́рск) ist eine russische Großstadt an der Wolga mit 614.786 Einwohnern (Stand 14. Oktober 2010) und Hauptstadt des Gebietes Uljanowsk.
Die Stadt liegt an der Wolgaplatte, an den Ufern der Flüsse Wolga (Kuibyschewer Stausee) und Swijaga, an dem Punkt, wo ihre Kanäle zusammenlaufen. Sie liegt 890 km östlich/südöstlich von Moskau.
Die Stadt wurde 1648 durch Erlass von Zar Alexei I. von Bogdan Matwejewitsch Chitrowo als Festung von Sinbirsk gegründet, um die Ostgrenzen des russischen Zarenreichs vor dem Überfall nomadischer Stämme zu schützen. Während der Verwaltungsreform von Katharina II. im Jahr 1780 wurde sie die Hauptstadt der Statthalterschaft (namestnitschestwo) Simbirsk, die 1796 durch Dekret von Paul I. in das Gouvernement Simbirsk umgewandelt wurde. Simbirsk ist der Geburtsort von Lenin (eigentlich Wladimir Iljitsch Uljanow) und wurde nach seinem Tod 1924 ihm zu Ehren in Uljanowsk umbenannt.

## Geografie
Uljanowsk liegt im zentralen Teil des europäischen Russland und erstreckt sich an beiden Seiten des Kuibyschewer Stausees der Wolga, wobei der von der Bevölkerungszahl her größere Teil der Stadt am rechten Ufer liegt. Die Entfernung nach Moskau beträgt knapp 700 Kilometer Richtung Westen. Die nächstgelegene Stadt ist Nowouljanowsk (wörtlich „Neu-Uljanowsk“) etwa 20 km südlich von Uljanowsk.

Blick auf Uljanowsk
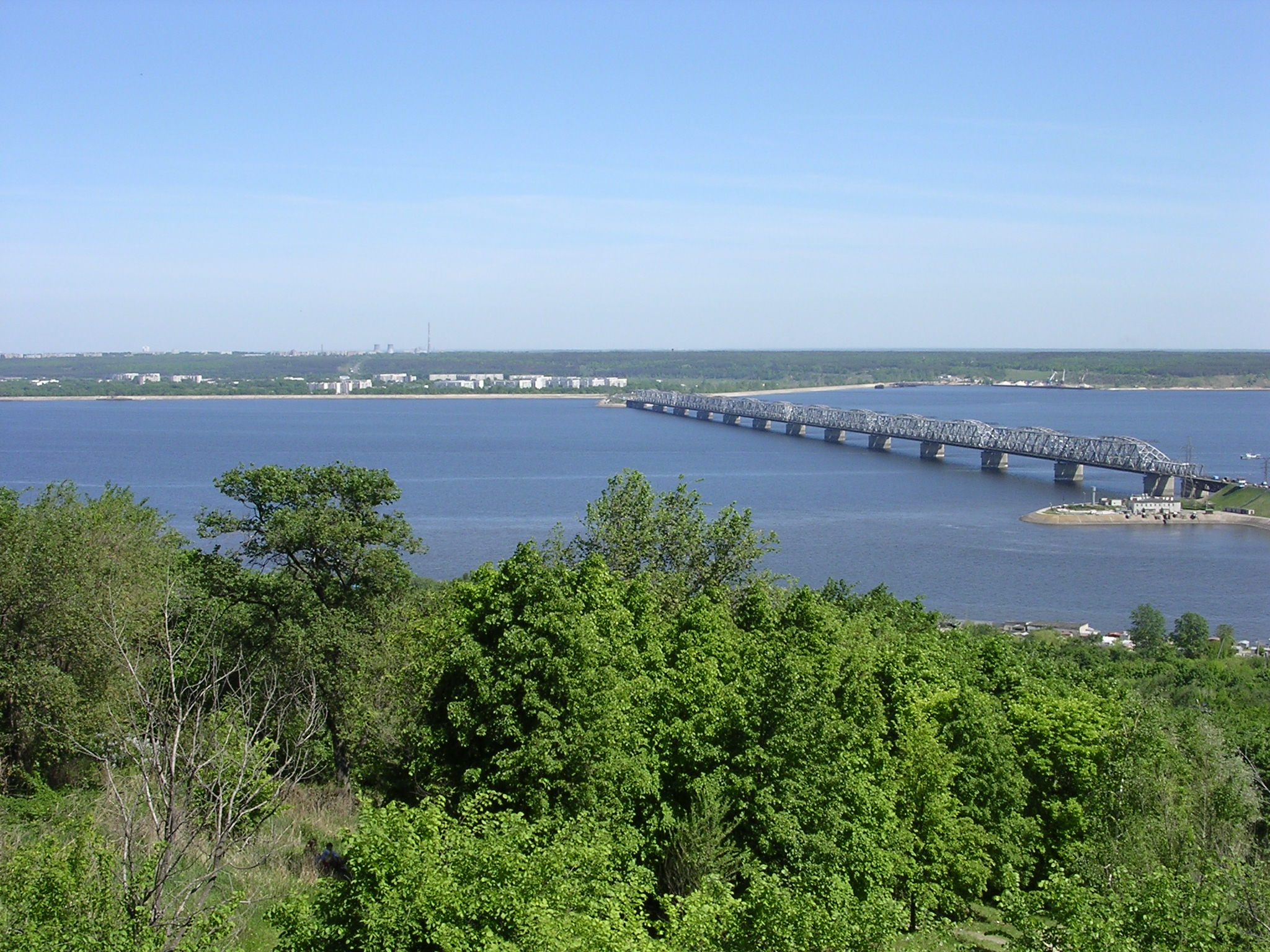
Die Wolga-Brücke von Uljanowsk

### Stadtgliederung

Rajons:
Schelesnodoroschny
Sawolschski
Saswijaschski
Leninski

Uljanowsk ist administrativ in vier Stadtbezirke (sogenannte Rajons) unterteilt (Einwohnerzahlen jeweils mit dem Stand von 2009):
- Leninski (Ленинский, „Lenin-Rajon“) – 100.942 Einwohner
- Saswijaschski (Засвияжский, „hinter der Swijaga“) – 213.193 Einwohner
- Sawolschski (Заволжский, „hinter der Wolga“) – 214.406 Einwohner
- Schelesnodoroschny (Железнодорожный, „Eisenbahn-Rajon“) – 75.241 Einwohner

### Klima
|                       | Jan   | Feb   | Mär  | Apr  | Mai  | Jun  | Jul  | Aug  | Sep  | Okt | Nov  | Dez   |   |      |
| Mittl. Tagesmax. (°C) | −7,7  | −7,1  | −0,4 | 11,4 | 20,8 | 24,2 | 25,4 | 23,4 | 17,3 | 7,5 | −0,4 | −5,1  | ⌀ | 9,2  |
| Mittl. Tagesmin. (°C) | −15,4 | −15,5 | −9,2 | 0,9  | 7,3  | 12,2 | 13,9 | 11,7 | 7,2  | 0,2 | −5,9 | −11,7 | ⌀ | −0,3 |
|                       |       |       |      |      |      |      |      |      |      |     |      |       |   |      |
| Niederschlag (mm)     | 29    | 21    | 19   | 29   | 36   | 66   | 87   | 47   | 53   | 41  | 29   | 27    | Σ | 484  |
|                       |       |       |      |      |      |      |      |      |      |     |      |       |   |      |
| Regentage (d)         | 7     | 6     | 5    | 5    | 6    | 10   | 9    | 7    | 9    | 8   | 7    | 7     | Σ | 86   |

| −15,4 |

| −15,5 |

| −9,2 |

| 0,9 |

| 7,3 |

| 12,2 |

| 13,9 |

| 11,7 |

| 7,2 |

| 0,2 |

| −5,9 |

| −11,7 |

| −15,4 |

| −15,5 |

| −9,2 |

| 0,9 |

| 7,3 |

| 12,2 |

| 13,9 |

| 11,7 |

| 7,2 |

| 0,2 |

| −5,9 |

| −11,7 |

## Geschichte

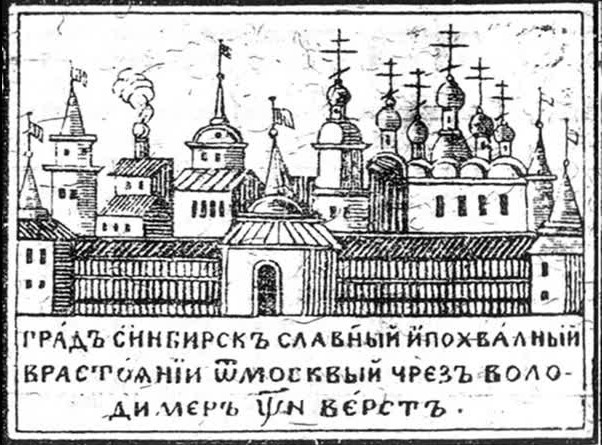
Simbirsk auf einem Lubok des 18. Jahrhunderts

Das heutige Uljanowsk wurde im Jahr 1648 gegründet. Ursprünglich hieß der Ort Simbirsk (anfangs Sinbirsk, einigen Hypothesen zufolge abgeleitet von einer zu Zeiten der Goldenen Horde existenten tatarischen Festung namens Sinbar) und diente als militärischer Stützpunkt des Zarentums Russland an dessen östlichen Grenzen. Zu dieser Zeit war Simbirsk als Festung nach dem Vorbild altrussischer Kremls angelegt. 1670 konnte die Festung einem Angriff der aufständischen Bauern um Stenka Rasin standhalten. Allerdings verlor sie später diese Bedeutung und entwickelte sich als normale Provinzsiedlung. Im 18. Jahrhundert war Simbirsk abwechselnd den Gouvernements Kasan und Astrachan unterstellt, bis es 1796 Stadtstatus erhielt und zum Zentrum des neuen Simbirsker Gouvernements wurde.
Im Laufe des 19. Jahrhunderts entwickelte sich die Stadt, auch dank der Lage an der Wolga, zu einer bedeutenden Handelsmetropole und einer der reichsten Städte des Russischen Kaiserreichs. In dieser Periode entstanden hier zahlreiche öffentliche Einrichtungen und architektonisch anspruchsvolle Gebäude, von denen eine Reihe bis heute erhalten geblieben ist. 1898 erhielt Simbirsk erstmals einen Eisenbahnanschluss und im Jahr 1913 ein Kraftwerk. 1916 wurde die Wolga-Brücke fertiggestellt, was in den Folgejahrzehnten zur Ausweitung der Stadt auf das linke Flussufer geführt hat.
Es folgten die Oktoberrevolution 1917 und der Bürgerkrieg, in dem Kommunisten die Stadt besetzten. Am 21. Juli 1918 wurde die Stadt durch die Weißgardisten mit Unterstützung der Tschechoslowakischen Legionen erobert. Erst am 12. September 1918 gelang es der Roten Armee unter Führung von G. Gai, die Macht über die Stadt erneut zu erringen.
1924 wurde Simbirsk zu Ehren des kurz zuvor verstorbenen Revolutionsführers Wladimir Iljitsch Uljanow (Lenin), der hier 1870 geboren worden war, in Uljanowsk umbenannt. Diesen Namen behielt die Stadt auch nach dem Ende der Sowjetzeit. In der Stadt bestand das Kriegsgefangenenlager 215 für deutsche Kriegsgefangene des Zweiten Weltkriegs.
Der Asteroid (7924) Simbirsk wurde am 8. August 1998 nach der Stadt Simbirsk benannt.

### Bevölkerungsentwicklung
| Jahr | Einwohner |
| ---- | --------- |
| 1897 | 41.684    |
| 1939 | 103.779   |
| 1959 | 205.942   |
| 1970 | 351.085   |
| 1979 | 463.964   |
| 1989 | 625.155   |
| 2002 | 635.947   |
| 2010 | 613.786   |

Anmerkung: Volkszählungsdaten

## Kultur und Sehenswürdigkeiten
Vielfältige Aktivitäten im Bereich der Literatur führten dazu, dass Uljanowsk im Jahr 2015 der Titel UNESCO City of Literature verliehen wurde. Unter anderem gewann die Region Uljanowsk 2015 den Wettbewerb „Das literarische Flaggschiff Russlands“ und erhielt den Status „Die meistgelesene Region“.
Das Lenin-Gedenkmuseum, in dem viele Artefakte aus der sowjetischen Vergangenheit aufbewahrt werden und das auch viele Ausstellungen moderner Kunst beherbergt, veranstaltet Ausstellungen, Konzerte und ein jährliches „Museumsfestival“.
1984 wurde der staatliche historische Gedenkkomplex „Lenins Heimatstadt“ im Stadtzentrum auf 174 Hektar gegründet. In der Gedenkstätte wird die lokale Kultur dargestellt, verbunden mit Architektur, Bildung und der Lebensweise in Russlands seit Ende des 19. bis Anfang des 20. Jahrhunderts. Der Komplex besteht heute aus 17 Museen, 2 Ausstellungssäle und einem Kindermuseumszentrum. Seit 2006 hat er den Status eines Tourismusunternehmens.
Nach Iwan Gontscharow, der 1812 in Simbirsk geboren wurde, ist das Uljanowsker Regionalmuseum für Heimatkunde benannt.
In der Region Uljanowsk gibt es 525 Bibliotheken, von denen 46 nach herausragenden Literaten benannt sind, darunter Iwan Gontscharow, Arkadi Plastow, Sergei Michalkow, Michail Lermontow, Alexander Puschkin und Daniil Granin.
Das Museum für die Geschichte der zivilen Luftfahrt wurde 1983 eröffnet. Es liegt in direkter Nachbarschaft zum Flughafen Uljanowsk-Baratajewka „N. M. Karamsin“, der nach dem in einem Dorf in der Nähe geborenen Schriftsteller Nikolai Karamsin benannt ist.

## Wirtschaft
Uljanowsk gilt heute als bedeutendes Industriezentrum vor allem mit dem Automobilwerk UAZ, dem Flugzeughersteller Aviastar-SP (bekannt u. a. für das Transportflugzeug Antonow An-124, welche in 532 m langen und 36 m breiten Endmontagehallen gebaut werden) und dem Rüstungsbetrieb Uljanowski Mechanitscheski Sawod. Außerdem gibt es in der Stadt weitere Betriebe des Maschinen- und Gerätebaus. Darüber hinaus ist Uljanowsk Hauptsitz der Fluggesellschaft Volga-Dnepr Airlines.
Im Jahr 2014 wurde ein Produktionswerk der Schaeffler-Gruppe in Uljanowsk eröffnet, in dem u. a. Kupplungen, Komponenten für Motoren und Kegelrollenlagereinheiten gefertigt werden. 2015 eröffnete DMG Mori Aktiengesellschaft ein Werk für Dreh- und Fräsmaschinen, das in großem Umfang mit lokalen Zulieferern zusammenarbeitet.

## Verkehr

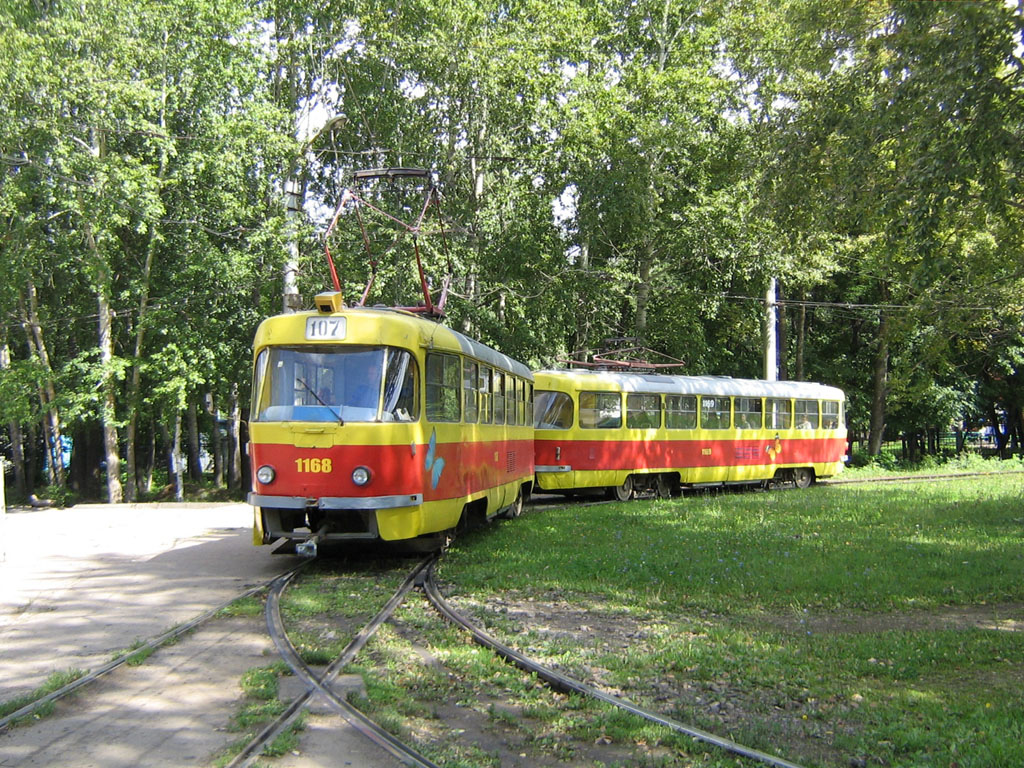
Eine Straßenbahn in Uljanowsk

Die beiden Wolga-Ufer sind in Uljanowsk durch eine 1916 fertiggestellte Brücke verbunden, die allerdings inzwischen als überlastet gilt. Eine neue Brücke für den Automobil- und Schienenverkehr wurde gebaut und ist für den Verkehr freigegeben. Aus Geldmangel war der Bau der Brücke für zehn Jahre unterbrochen worden. Die unvollendete Brücke, die an keines der beiden Wolgaufer heranreichte, war 2003 Kulisse für das Musikvideo zum Lied Nitschja des gleichnamigen Gesangsduos Nitschja. Der innerstädtische Personennahverkehr ist in Uljanowsk mit einem eigenen Straßenbahn- (am westlichen Ufer der Wolga) und Trolleybusnetz (am östlichen Ufer) relativ gut ausgebaut. Es gibt außerdem Pläne für eine Stadtbahn, die auch die beiden Wolgaseiten miteinander verbinden soll.
Uljanowsk verfügt über einen Fernbahnhof, den internationalen Flughafen Uljanowsk-Wostotschny, den Flughafen Uljanowsk-Baratajewka (auch kurz nur Baratajewka oder Zentralny genannt) und einen Binnenhafen an der Wolga. Uljanowsk ist mit der russischen Hauptstadt Moskau über eine Zweigstrecke der föderalen Fernstraße M5 verbunden. Hier enden die Fernstraßen R178, die die Stadt mit Saransk verbindet, sowie R241, die nach Kasan führt.

## Weiterführende Bildungseinrichtungen
- Filiale der Internationalen Slawischen G.-R.-Derschawin-Universität (des Instituts)
- Filiale der Militärakademie für Etappe und Transport
- Filiale der Militäruniversität für Fernmeldewesen
- Filiale des A.-S.-Gribojedow-Instituts für internationales Recht und Ökonomie
- Höhere militärtechnische Lehranstalt
- Landwirtschaftliche Akademie Uljanowsk
- Luftfahrthochschule für Zivilluftfahrt Uljanowsk
- Ökonomisches Institut Uljanowsk der Staatlichen Ökonomischen Akademie Samara
- Staatliche Pädagogische Hochschule Uljanowsk
- Staatliche Technische Universität Uljanowsk
- Staatliche Universität Uljanowsk

## Sport
Die 36. Bandy-Weltmeisterschaft fand 2016 in Uljanowsk und Dimitrowgrad statt. Der Bandyverein HK Wolga Uljanowsk nimmt am Spielbetrieb der Superliga teil.
In Uljanowsk ist der Fußballverein FK Wolga Uljanowsk beheimatet, der die Stadt in der dritthöchsten russischen Spielklasse vertritt.

## Militär
In Uljanowsk ist die 31. Luftsturm-Brigade der russischen Luftlandetruppen stationiert. In Uljanowsk befindet sich die Uljanowsker Garden-Suworow-Militärschule, wo Jungen von der 5. bis zur 11. Klasse lernen. Diese Schule ist die einzige in Russland, die unter Leitung der Luftlandetruppen steht.

## Städtepartnerschaften
Uljanowsk unterhält unter anderem seit 1993 eine Städtepartnerschaft zur deutschen Stadt Krefeld.

## Söhne und Töchter der Stadt
- Iwan Mjasnikow (um 1710–1780), Unternehmer
- Platon Beketow (1761–1836), Verleger
- Alexander Turgenew (1784–1845), Historiker
- Nikolai Turgenew (1789–1871), russischer Wirtschaftswissenschaftler, Staatsrechtler und Publizist
- Nikolai Jasykow (1803–1847), Dichter
- Iwan Gontscharow (1812–1891), Schriftsteller
- Paul Unterberger (1842–1921), russischer Generalleutnant und Gouverneur
- Dmitri Sadownikow (1847–1883), Ethnograph
- Simon Unterberger (1848–1928), Militärarzt
- Alexei Ostroumow (1858–1925), Zoologe, Hydrobiologe und Hochschullehrer
- Lenin, eigentlicher Name Wladimir Iljitsch Uljanow (1870–1924), Revolutionsführer und Staatsmann
- Yusuf Akçura (1876–1935), Ideologe des Panturkismus
- Nadeschda Gernet (1877–1943), Mathematikerin und Hochschullehrerin
- Nikolai Brjuchanow (1878–1938), Politiker
- Marija Uljanowa (1878–1937), Revolutionärin und die jüngste Schwester von Lenin
- Alexander Kerenski (1881–1970), Politiker, 1917 Minister und Regierungschef, Gegner Lenins
- Warwara Sergejewa (1902–1997), Chemikerin und Hochschullehrerin
- Paweł Jasienica (1909–1970), polnischer Historiker, Schriftsteller und Widerstandskämpfer
- Boris Gnedenko (1912–1995), Mathematiker
- Anatoli Prudnikow (1927–1999), Mathematiker
- Sergei Krutowskich (1928–1981), Computeringenieur
- Ljudmila Beloussowa (1935–2017), Eiskunstläuferin
- Stanislaw Schuk (1935–1998), Eiskunstlauftrainer
- Lew Saizew (* 1937), Eisschnellläufer
- Juri Fjodorow (* 1949), Eishockeyspieler
- Wjatscheslaw Lampejew (1952–2003), Hockeyspieler
- Nikas Safronov (* 1956), Künstler
- Alexander Putschkow (1957–2024), Hürdenläufer
- Sergei Fokin (* 1961), Fußballspieler
- Harry Flosser (* 1967), Trickfilmemacher
- Wadim Solotuchin (1967–2021), Lepidopterologe
- Rustam Waliullin (* 1976), belarussischer Biathlet tatarischer Herkunft
- Iwan Oschogin (* 1978), Opern- und Musicaldarsteller
- Alexei Solowjow (* 1984), Lepidopterologe
- Juri Schopin (* 1993), Biathlet
- Dmitri Jefremow (* 1995), Fußballspieler
- Denis Adamow (* 1998), Fußballspieler
- Kamil Sakirow (* 1998), Fußballspieler